# Радулин
Раду́лин (укр. Радулин) — село на Украине, основано в 1776 году, находится в Барановском районе Житомирской области.
Код КОАТУУ — 1820684601. Население по переписи 2001 года составляет 479 человек. Почтовый индекс — 12716. Телефонный код — 4144. Занимает площадь 25,19 км².

## Адрес местного совета
12716, Житомирская область, Барановский р-н, с.Радулин